# Souls
Ne doit pas être confondu avec Soul (série).
Souls est une série de jeux vidéo d'action-RPG développée par le studio japonais FromSoftware, dite « série des Souls ». Créée par Hidetaka Miyazaki, elle débute avec la sortie de Demon's Souls en 2010, qui fera l'objet d'un remake en 2020. La série est notamment connue pour sa difficulté.
D'autres jeux de FromSoftware comme Bloodborne ou Elden Ring partagent un certain nombre de concepts avec la série. Cet ensemble de jeux a également désigné de manière informelle sous le nom de Soulsborne, mot porte-manteau regroupant Demon's Souls, la trilogie Dark Souls, ainsi que Bloodborne, premier jeu du genre à ne pas inclure le terme Souls dans son titre.

## Cadre
Les jeux se déroulent dans un univers de dark fantasy médiévale à l'ambiance sombre et lugubre ; le joueur rencontre des chevaliers, des morts-vivants, des squelettes, des sorciers, des spectres, des dragons, et autres créatures surnaturelles ou monstrueuses. À l'inverse des quêtes épiques de fantasy, le ton des Souls est plutôt mélancolique voire dépressif, avec des créatures cauchemardesques et des décors inquiétants : châteaux et cathédrales en ruine, marais fétides, catacombes et grottes obscures, etc.
La narration des Souls est particulièrement épurée : il n'y a ni longs dialogues, ni discours, ni documents à consulter pour établir le cadre narratif comme dans d'autres RPG. Les informations sont données de façon parcellaire et incomplète dans les descriptions des objets, par les interactions avec les PNJ, ou encore à travers les décors et l'apparence des ennemis. La compréhension de l'univers du jeu passe donc par une observation minutieuse des détails et comporte une part importante d'interprétation.

## Système de jeu
Les jeux de la série sont des actions-RPG en vue à la troisième personne dans lesquels le joueur incarne un personnage dont il a choisi la classe (chevalier, mage, pyromancien, voleur, etc.) et créé l'apparence. Pour faire face à l'environnement dans lequel il se retrouve, le joueur s'équipe de l'arme de son choix (épée, dague, espadon, rapière, masse d'armes, bâton de sorcier, etc.), d'un éventuel bouclier, d'une armure plus ou moins lourde et choisit l'approche qui lui convient en fonction de sa classe : combat au corps à corps ou à distance, personnage mobile ou défensif.
En tuant des ennemis, le joueur gagne des âmes qui servent à la fois de points d'expérience pour améliorer différentes statistiques (vitalité, force, endurance, magie, etc.) et de monnaie auprès de divers vendeurs. Lorsqu'il meurt, le joueur perd toutes les âmes accumulées et réapparaît au dernier point de contrôle (les feux de camp dans les Dark Souls ou les archipierres dans Demon's Souls). Les ennemis réapparaissent également, toujours au même endroit. Les âmes peuvent être récupérées là où est mort le personnage ou disparaissent définitivement s'il meurt avant.
Des combats contre des boss, parfois obligatoires, parfois optionnels, ponctuent la partie. Chacun dispose de son propre thème musical, alors que l'exploration se fait essentiellement dans le silence.
La série est réputée pour être particulièrement exigeante. Le système de jeu repose sur l'apprentissage du joueur : il doit apprendre à observer et comprendre ses ennemis, en particulier leurs attaques et leurs déplacements, à utiliser ses items à bon escient, à se déplacer avec prudence, sans se précipiter. La mort, plutôt que d'être perçue comme un game over, fait partie intégrante de ce processus d'apprentissage.
Des interactions en ligne sont intégrées dans les parties en solo. Il est en effet possible de laisser des messages contenant des indices ou des avertissements visibles par les autres joueurs. Lorsqu'un joueur meurt, il peut laisser une tache de sang qui montre ses derniers instants sous la forme d'un spectre lorsqu'elle est activée par un autre joueur dans sa partie. Des parties en multijoueur en coopération ou en joueur contre joueur peuvent par ailleurs être effectuées avec des mécanismes d'invasion de partie ou d'invocation.

## Jeux
| 2009 | Demon's Souls                           |
| 2010 |                                         |
| 2011 | Dark Souls                              |
| 2012 | Dark Souls: Prepare To Die Edition      |
| 2012 | Dark Souls: Artorias of the Abyss       |
| 2013 |                                         |
| 2014 | Dark Souls II                           |
| 2014 | Dark Souls II: The Lost Crowns          |
| 2015 | Bloodborne                              |
| 2015 | Dark Souls II: Scholar of the First Sin |
| 2015 | Bloodborne: The Old Hunters             |
| 2016 | Dark Souls III                          |
| 2016 | Dark Souls III: Ashes of Ariandel       |
| 2017 | Dark Souls III: The Ringed City         |
| 2018 | Dark Souls: Remastered                  |
| 2019 | Sekiro: Shadows Die Twice               |
| 2020 | Demon's Souls (remake)                  |
| 2021 |                                         |
| 2022 | Elden Ring                              |
| 2023 |                                         |
| 2024 | Elden Ring: Shadow of the Erdtree       |
| 2025 | Elden Ring Nightreign                   |

### Dark Souls
Le successeur de Demon's Souls est annoncé en 2010 au Tokyo Game Show, sous le nom de Project Dark. Le jeu finalement nommé Dark Souls sort en octobre 2011, cette fois-ci sur PlayStation 3 et Xbox 360. Le jeu est un succès commercial, avec 1,5 million d'exemplaires écoulés en trois semaines, ce qui pousse le studio à développer une version PC. Celle-ci sort en août 2012 sous le nom Dark Souls: Prepare To Die Edition. Un chapitre supplémentaire inclus dans cette version et intitulé Artorias of the Abyss sort sur console en tant que contenu téléchargeable en octobre de la même année.
Une version remastérisée est publiée sur PC, PlayStation 4 et Xbox One en mai 2018 et portée sur Nintendo Switch par Virtuos en octobre 2018,.

### Dark Souls II
Annoncé en décembre 2012, Dark Souls II sort en mars 2014 sur PlayStation 3 et Xbox 360, et le mois suivant sur PC. Contrairement aux deux jeux précédents, Dark Souls II n'est pas dirigé par Hidetaka Miyazaki alors occupé par la réalisation de Bloodborne, mais par Tomohiro Shibuya et Yui Tanimura. Une série de trois DLC, réunis sous le nom The Lost Crowns, sort peu après : Crown of the Sunken King en juillet 2014, Crown of the Old Iron King en août et Crown of the Ivory King en septembre. Une version améliorée du titre comprenant les trois DLC, intitulée Dark Souls II: Scholar of the First Sin, sort en avril 2015 sur PC, PlayStation 4 et Xbox One.

### Dark Souls III
Annoncé à l'E3 2015, Dark Souls III marque le retour à la direction de Miyazaki. Le jeu sort en avril 2016 sur PC, PlayStation 4 et Xbox One. Deux DLC sont publiés : Ashes of Ariandel en octobre 2016 puis The Ringed City en mars 2017,.

## Réception
| Jeux                   | Metacritic                                         |
| ---------------------- | -------------------------------------------------- |
| Demon's Souls          | 89/100 (PS3)                                       |
| Dark Souls             | 85/100 (PC) 89/100 (PS3) 89/100 (X360)             |
| Dark Souls II          | 91/100 (PC) 91/100 (PS3) 91/100 (X360)             |
| Dark Souls III         | 89/100 (PC) 89/100 (PS4) 87/100 (XONE)             |
| Dark Souls: Remastered | 83/100 (NS) 84/100 (PC) 84/100 (PS4) 86/100 (XONE) |
| Demon's Souls (remake) | 92/100 (PS5)                                       |

### Accueil critique
L'ensemble de la série rencontre un très bon accueil critique. Chacun des jeux principaux de la série obtient entre 85/100 et 91/100 sur Metacritic, tout support confondu.

### Succès commercial
La série est un succès commercial. En mai 2020, FromSoftware annonce que la licence Dark Souls a atteint les 27 millions de copies vendues, dont 10 millions pour le seul épisode Dark Souls III,.

### Mentions
En 2020, la chaîne Viva La Dirt League, connue pour des vidéos comiques sur l'univers des jeux vidéos, lance une série « Souls Logic » qui parodie la logique ou les limites du système de jeu. En janvier 2024, les vidéos de cette série avaient été vues en moyenne 950.000 fois.

## Inspirations

### Berserk
L'univers des Souls est fortement inspiré par le manga Berserk que Miyazaki déclare beaucoup apprécier. Créé par Kentarō Miura à partir de 1989, il se déroule également dans un univers de dark fantasy médiéval sombre et violent.

### Architecture occidentale
Certains éléments des Souls sont inspirés par des lieux réels, notamment en Europe. Dans une interview, les développeurs affirment s'être inspirés du dôme de Milan pour concevoir Anor Londo, dans laquelle se trouve par ailleurs une réplique de l'escalier à double révolution du château de Chambord, ou encore du Mont Saint-Michel pour construire les ruines de la Nouvelle Londo,,.

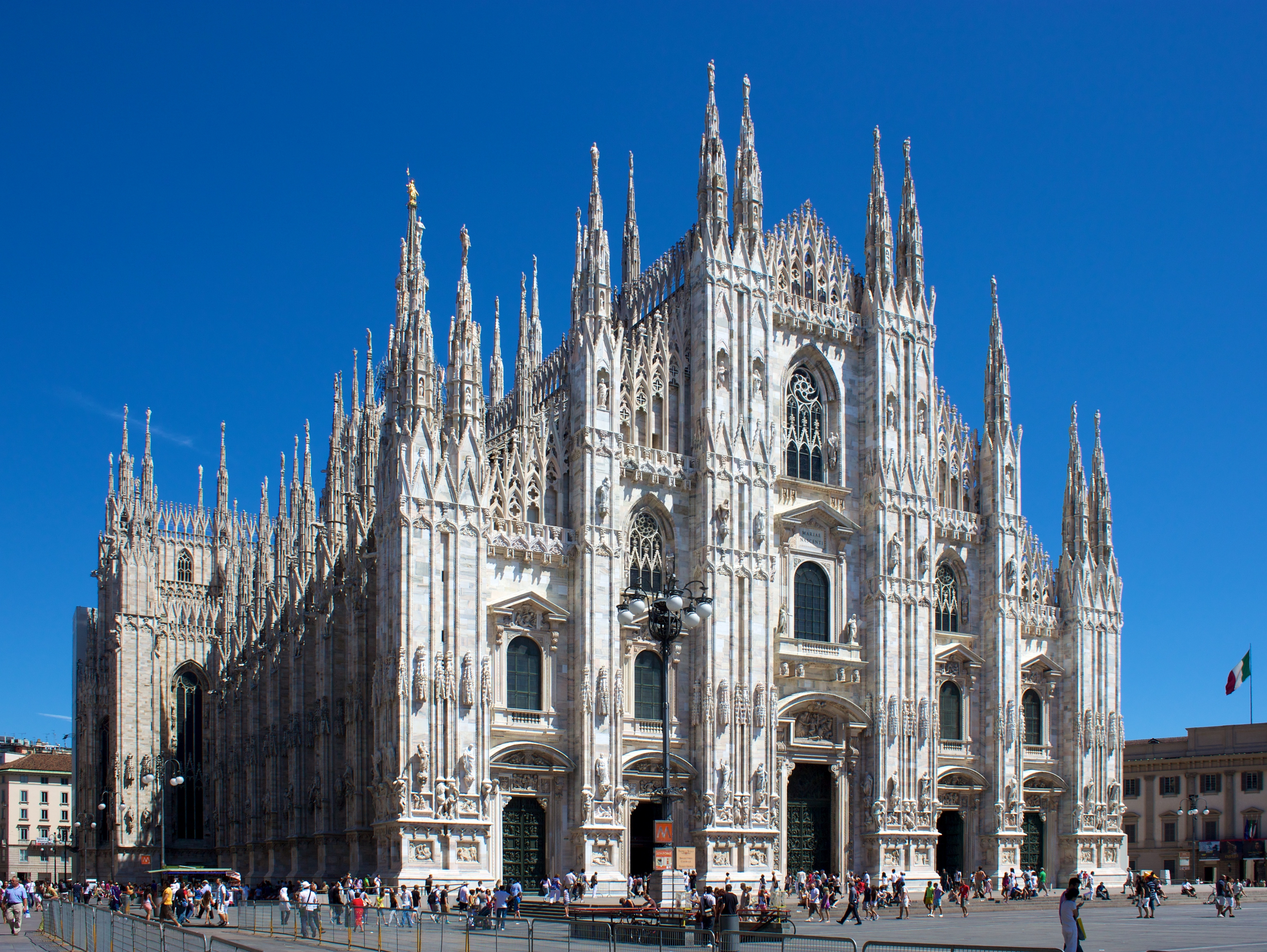
Le dôme de Milan, inspiration architecturale d'Anor Londo.
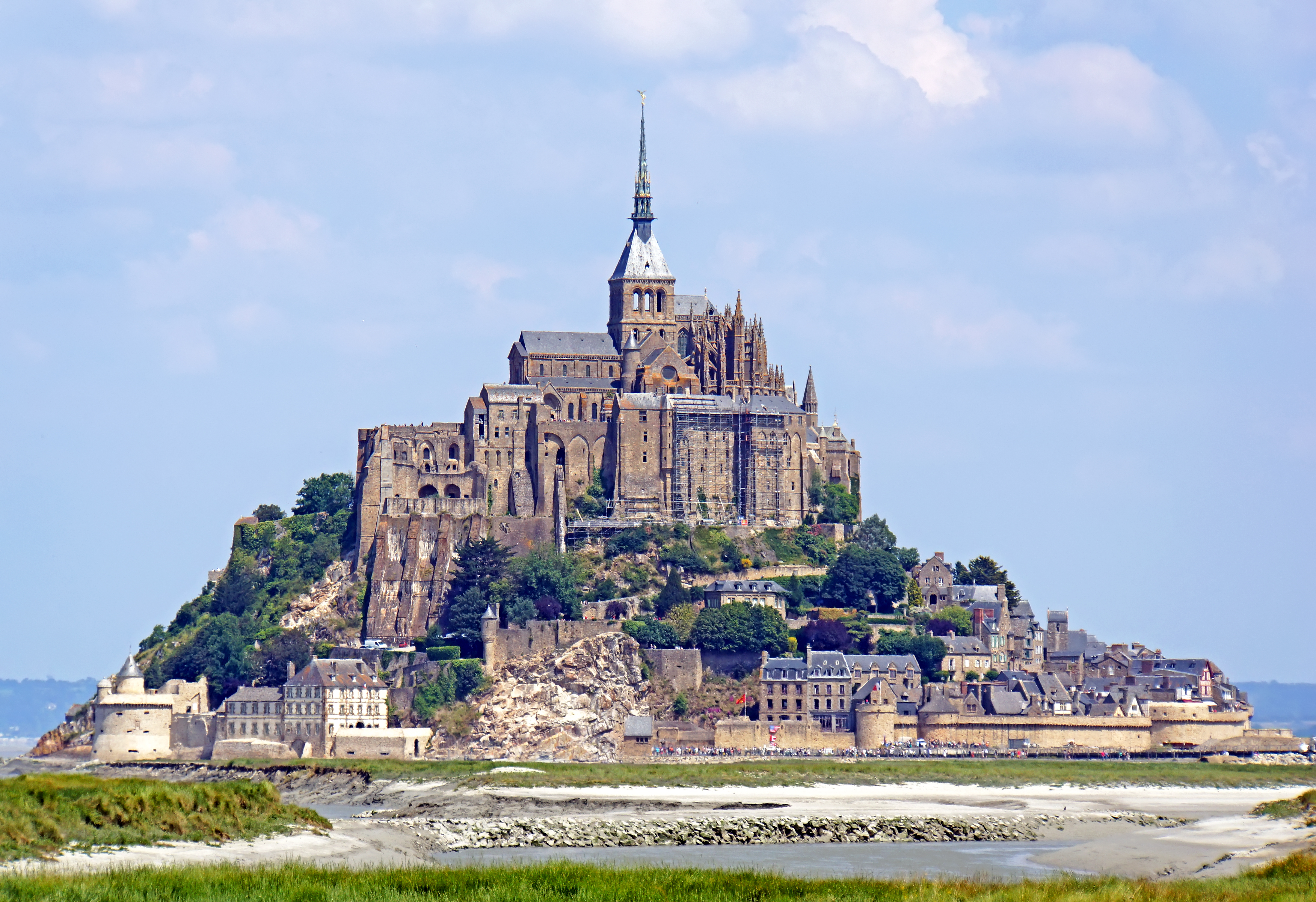
Le Mont Saint-Michel, modèle des ruines de la Nouvelle Londo.
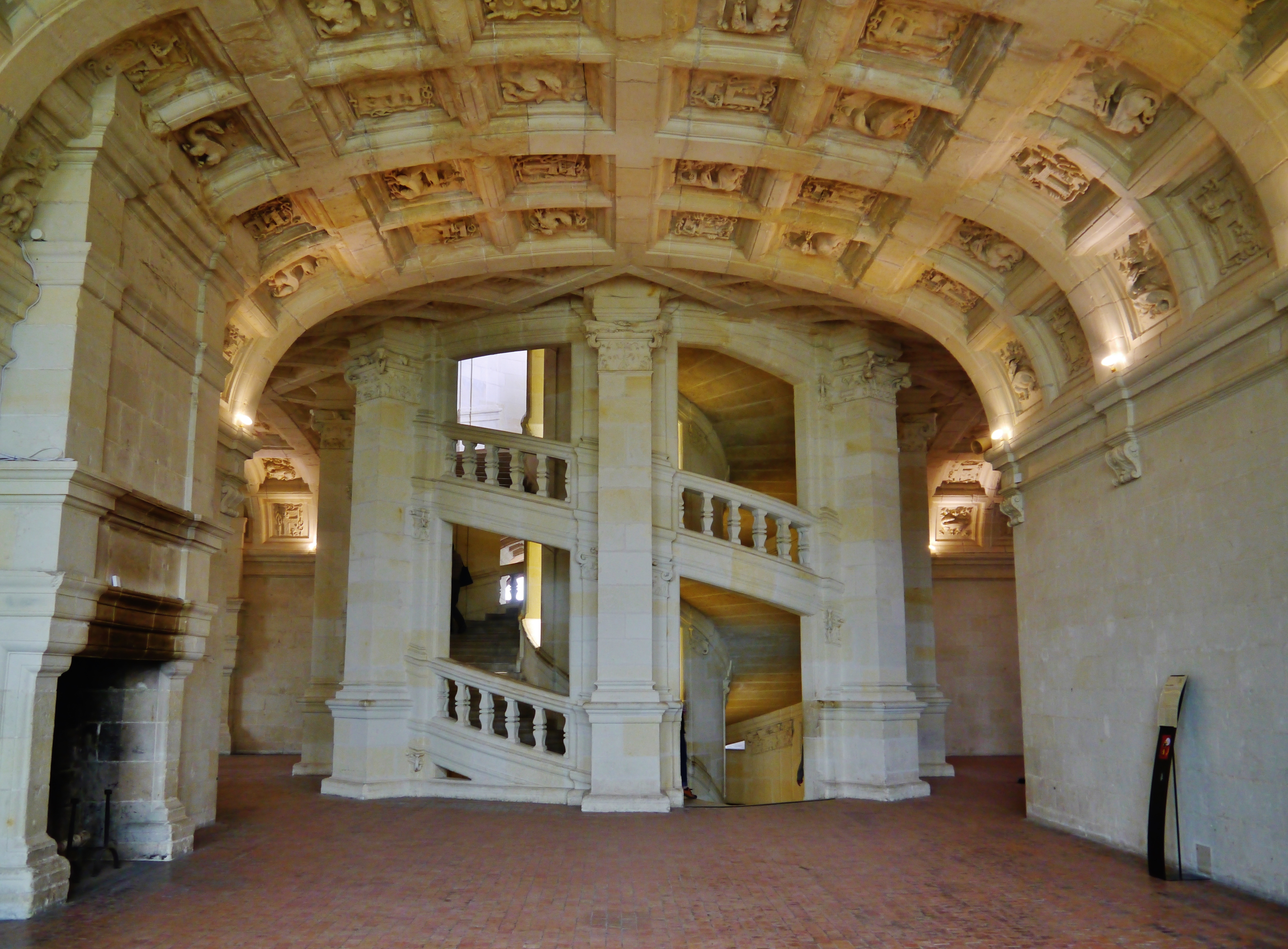
Escalier à double révolution du château de Chambord.

## Postérité
Le jeu Bloodborne, développé par FromSoftware en parallèle de Dark Souls II et sorti en 2015, est profondément lié aux Souls, que ce soit sur le plan du gameplay exigeant, de l'ambiance ou de la narration cryptique, si bien que le terme Soulsborne est parfois employé,. Sekiro: Shadows Die Twice, sorti en 2019, s'en rapproche également, malgré un cadre situé dans un Japon médiéval-fantastique durant l'époque Sengoku et un gameplay centré davantage sur l'infiltration et l'aventure, mettant de côté les notions de RPG et proposant une histoire racontée plus directement. Elden Ring, jeu de FromSoftware sorti en 2022 et issu de la collaboration entre Hidetaka Miyazaki et l'écrivain George R. R. Martin, est quant à lui décrit par son créateur comme une évolution de Dark Souls.
La série des Souls a créé la notion de Souls-like : des jeux qui suivent les principes généraux des Souls, en particulier l'exploration, le système de combat exigeant, le système de point de contrôle ou encore le système d'expérience. Le studio The Astronauts, qui développe Witchfire, caractérise le genre par le respect de quatre points : une narration indirecte, une ambiance lugubre, des musiques pour les combats de boss et un gameplay fondé sur la maîtrise des mécaniques de combat et la connaissance des ennemis,. Parmi les jeux parfois considérés comme des Souls-like, on trouve par exemple Nioh, The Surge, Salt and Sanctuary, Lords of the Fallen, Code Vein, Mortal Shell ou encore Hollow Knight,,,.